# Ivan Vassilievitch Smirnov
Pour les articles homonymes, voir Smirnov.
Ivan Vassilievitch Smirnov (en russe : Иван Васильевич Смирнов), né le 30 janvier 1895 (11 février dans le calendrier grégorien) à Vladimir et mort le 28 octobre 1956 à Palma, est un pilote de chasse, as de l'armée de l'air impériale russe pendant la Première Guerre mondiale.

## Biographie
Smirnov est né le quatrième enfant d'une famille paysanne. Lorsque la grande guerre éclate, il rejoint le 96e régiment d'infanterie d'Omsk et est sur le front pour la première fois à Łódź. Selon ses souvenirs, il voit son unité attaquer les positions allemandes comme de la « chair à canon », seuls 19 des 90 hommes de son unité survivent à la mission. Smirnov, entre-temps promu caporal, reçoit la croix de Saint-Georges pour bravoure.
Après avoir été grièvement blessé, Smirnov refuse de se faire amputer le pied droit brisé et doit rester du 4 décembre 1914 au 4 avril 1915 à l'hôpital à Petrograd, où il pouvait observer le fonctionnement de l'école de pilotage militaire depuis la fenêtre. Grâce à la médiation d'une infirmière, parente du grand-duc Mikhaïl Alexandrovitch Romanov, il réussit en août 1915 à être admis comme élève-pilote à Gatchina pour une courte période. D'octobre 1915 à août 1916, Smirnov est ensuite formé à l'école de pilotage militaire de Moscou.
Après cela, il est transféré à l'escadre aérienne du 19e corps à Loutsk, dirigée par le célèbre aviateur Alexandre Alexandrovitch Kazakov. Smirnov pilote d'abord un avion de reconnaissance. Après seulement quatre jours, il réussit à coincer et à abattre un avion allemand volant dans une formation de trois avions. Smirnov est ensuite promu de chef d'escadron à sergent et reçoit un monoplace de combat français Nieuport 11 C1. Avec cet avion, il remporte une nouvelle victoire contre un biplace allemand.
Lorsque l'escadron est équipé d'avions français Morane-Saulnier N plus modernes avec des mitrailleuses frontales synchronisées et des moteurs de 110 ch, les pilotes de chasse marquent leur avion d'un crâne et d'os croisés noirs et blancs et ont choisi le slogan « Mort ou honneur » comme devise de leur unité.
Peu de temps avant la révolution de février 1917, l'escadron a été déplacé de Galicie à Iași sur le front roumain, où ils ont dû se déplacer vers un aérodrome enneigé sans hangar d'avions.
Smirnov, entre temps promu enseigne, obtient des victoires supplémentaires, notamment lorsque l'escadron 19 réussi à abattre six machines d'une formation de 20 bombardiers allemands.
Au cours de l'année 1917, l'escadron reçoit des chasseurs SPAD S.VII C.1 plus puissants avec des moteurs de 140 ch. La douzième et dernière victoire aérienne de Smirnov a lieu le 10 novembre 1917, après quoi l'effondrement révolutionnaire de la Russie conduit au retrait. L'aviateur a reçu de nombreuses hautes décorations pour bravoure, dont la croix de Saint-Georges des 1re, 2e, 3e et 4e classes, l'ordre de Saint-Vladimir avec épées, les épées pour la croix de Saint-George, la croix de guerre française, l'ordre serbe de l'Aigle blanc et autres.
Smirnov s'enfuit à Vladivostok et prit une route détournée vers l'Angleterre, où il rejoignit la Royal Air Force, bien qu'il ne soit plus déployé au front, mais combattit contre les bolcheviks aux côtés du corps expéditionnaire britannique en Russie.
Après la guerre, il a servi pendant un certain temps dans le gouvernement blanc en exil, puis a travaillé comme pilote pour la compagnie aérienne belge SNETA et plus tard pour la néerlandaise KLM.
En 1923, Smirnov attira l'attention internationale lorsque le 19 octobre 1923, lors d'un vol pour KLM d'Amsterdam à Londres dans un avion Fokker F.III, il a dû faire un atterrissage d'urgence sur le banc de Goodwin, qui était temporairement hors de l'eau en raison de la marée basse. Lui et ses passagers ont dû attendre plusieurs heures assis sur les ailes de l'avion alors que la marée montait jusqu'à ce que les navires qui passaient les repèrent et les secourent. Il est naturalisé néerlandais en 1929.
il a volé comme capitaine dans l'armée de l'air néerlandaise.
Pendant la Seconde Guerre mondiale, Il a été grièvement blessé par trois avions de combat japonais Zero dans son avion de transport DC-3 de la compagnie aérienne  KNILM, alors qu'il évacué des civils de Java, lors de l'attaque sur Broome dans le nord de l'Australie le 3 mars 1942. Blessé plusieurs fois aux bras et à la hanche. Smirnoff a réussi à mettre le Dakota dans une plongée en spirale abrupte avec les Zéros à sa poursuite et a fait un atterrissage forcé sur la plage. Les secours sont arrivés le 7 mars 1942, 4 passagers, dont une mère et son bébé meurent de leurs blessures avant leur intervention.
Après son rétablissement, il a volé dans le 317th Troop Carrier Group de l'USAAF au quartier général américain à Brisbane, en Australie.
Après la guerre, il travaille comme instructeur de vol chez KLM.

## Publications
- Ivan Smirnoff : Een leven vol avontuur, 1959.